# Стожари (фестиваль)
«Стожари» — київський міжнародний фестиваль акторів кіно, створений за ініціативою Професійної гільдії кіноакторів України, за підтримки Національної спілки кінематографістів України у 1995р. Президент і генеральний директор фестивалю голова Гільдії кіноакторів України, заслужена артистка України Ніна Ільїна. Своє ім'я фестиваль бере від давньослов'янської назви сузір'я Плеяд. В міфології давньої Греції Стожари — це 7 доньок титана Атланта та океаніди Плейони. Перетворені на 7 казкових птахів вони стали сімома зірками, що їх ми знаємо сьогодні як Стожари.
Головне завдання фестивалю "Стожари" є створення професійної акторської лабораторії-майстерні, що надасть змогу в атмосфері абсолютного душевного комфорту та довіри, побачити роботи майстрів та колег-початківців кінематографічного простору СНД, країн Балтії та Європи. Фестиваль "Стожари" сприяє розвитку культури в Україні, закликає звернути увагу на творчі досягнення сучасного кінематографу, дає можливість мільйонам глядачів ознайомитись з талановитими роботами та пошуком нової кінематографічної мови й технологій у палітрі майстрів європейського кіно.

## Проведення
Фестиваль "Стожари" проводиться один раз на два роки в м.Києві. Приз фестивалю —  Плеяда (бронзова скульптура на кришталевому постаменті - образ крилатої дівчини, що трансформується у нову метафізичну форму). Ідея призу — перевтілення (мить творчого злету актора). Регламент фестивалю — Найкраща акторська робота в ігрових коротко- та повнометражних кінофільмах за сімома номінаціями.
Починаючи з 1995 р., коли відбувся перший кінофестиваль "Стожари", було проведено 5 фестивалів в 1997, 1999, 2003 та 2005 рр. Протягом історії фестивалю в ньому взяли участь кінематографісти України, Польщі, Австрії,Грузії, Естонії, Італії, Казахстану, Латвії, Молдови, Німеччини, Росії, Білорусі, Сербії, США. Кінофестиваль "Стожари" є вагомим внеском у світ кінематографії. "Стожари" дають можливість кінематографістам різних країн об'єднатися в єдину велику родину та подарувати глядачеві плоди їх творчості. Фестиваль висвітлюється провідними ЗМІ України. Центр проведення фестивалю Київський Будинок кіно НСКУ.

## Стожари '95
1-ий Київський відкритий фестиваль акторів кіно «Стожари» відбувся 22-28 серпня 1995 року.
У конкурсі взяли участь 22 українські фільми, які були зняті з 1991 по 1995 рр. Програма фестивалю була насичена зустрічами із глядачами, пресконференціями, круглими столами та творчими вечорами — професійними акторськими клубами.
Фестиваль було висвітлено провідними медіа України та державною телекомпанією російського TV.
За час першого фестивалю "Стожари" та за його підтримки було знято серію програм Леоніда Філатова «О тех кого помним…» про видатних діячів українського кіно: Івана Миколайчука, Леоніда Бикова, Миколу Гринько.
Творчі зустрічі та прем'єрні покази відбувалися в Києві, Славутичі, Дніпропетровську.
Успіх фестивалю та його святкове відлуння привернули увагу держави та міжнародного акторського братства. Партнером фестивалю виступила Райдержадміністрація міста Славутич та Чорнобильська АЕС.
Гості і учасники фестивалю:
Україна, офіційна делегація: Народні артисти України: Раїса Недашківська, Богдан Ступка, Валерія Заклунна, Ада Роговцева, Костянтин Степанков, Богдан Бенюк, Іван Гаврилюк, Наталія Наум, Георгій Дрозд, Наталія Сумська, Анатолій Хостікоєв, Ольга Сумська, Інна Капінос, Алла Сергійко, Дмитро Миргородський, Лесь Сердюк, Лев Перфілов, Галина Сулима, Тарас Денисенко, Іванка Іллєнко, Вадим Скуратівський; режисери: Михайло Іллєнко, Вадим Іллєнко, Микола Мащенко, Сергій Маслобойщиков, Василь Домбровський, Аркадій Микульський, Володимир Балкашинов, Олександр Павловський; Олександр Рутковський — культуролог.
Росія: Борис Хмельницький, Ігор Дмитрієв, Світлана Крючкова, Олена Драпеко, Олександр Пєсков, Андрій Анкудінов, Сергій Ніконенко, Зінаїда Кирієнко;
Республіка Білорусь: Світлана Суховєй, Володимир Гостюхін
Журі фестивалю Стожари '95:
- Голова Журі: Вія Артмане народна артистка СРСР (Латвія)
- Члени Журі: Раїса Недашківська народна артистка України, Володимир Гостюхін народний артист Республіки Білорусь, народні артисти Росії: Світлана Крючкова, Ігор Дмитрієв, заслужені артисти України Лев Перфілов, Володимир Конкін, засл. артистка Росії Олена Драпеко.

Призери фестивалю Стожари '95:
| Номінація                                                                  | Ім'я актора         | Назва фільму                      | Ім'я режисера        | Країна  |
| -------------------------------------------------------------------------- | ------------------- | --------------------------------- | -------------------- | ------- |
| Приз за найкращу чоловічу роль                                             | Георгій Дрозд       | Вінчання зі смертю                | Микола Мащенко       | Україна |
| Приз за найкращу чоловічу роль                                             | Олександр Пєсков    | Амерікен бой                      | Борис Квашньов       | Росія   |
| Приз за найкращу жіночу роль                                               | Інна Капінос        | Вишневі ночі                      | Аркадій Микульський  | Україна |
| Приз за найкращу жіночу роль другого плану                                 | Галина Сулима       | Вінчання зі смертю                | Микола Мащенко       | Україна |
| Приз за найкращу чоловічу роль другого плану                               | Богдан Ступка       | Фучжоу                            | Михайло Іллєнко      | Україна |
| Приз за найкращу чоловічу роль другого плану                               | Богдан Ступка       | Геллі і Нок                       | Вадим Іллєнко        | Україна |
| Приз за найкращий дебют                                                    | Іванна Іллєнко      | Фучжоу                            | Михайло Іллєнко      | Україна |
| Приз за найкращу жіночу роль в номінації «Непрофесійний виконавець ролі»   | Наталія Роскокоха   | Фучжоу                            | Михайло Іллєнко      | Україна |
| Приз за найкращу чоловічу роль в номінації «Непрофесійний виконавець ролі» | Вадим Скуратівський | Співачка Жозефіна й Мишачий Народ | Сергій Маслобойщиков | Україна |
| Приз за найкращу чоловічу роль в короткометражній стрічці                  | Богдан Бенюк        | Вишиванка                         | Василь Домбровський  | Україна |

Додаткові Нагороди Фестивалю "Стожари" '95:
| Нагорода                 | Ім'я актора        | Назва фільму        | Ім'я режисера         | Країна              |
| ------------------------ | ------------------ | ------------------- | --------------------- | ------------------- |
| Приз глядацьких симпатій | Володимир Гостюхін | Амерікен бой        | Борис Квашньов        | Республіка Білорусь |
| Приз глядацьких симпатій | Анатолій Хостікоєв | Викуп               | Володимир Балкашинов  | Україна             |
| Приз глядацьких симпатій | Андрій Анкудінов   | Дитина до листопада | Олександр Павловський | Росія               |

- Спеціальний приз журі: «За високу майстерність режисера в роботі з актором». Нагороджено народного артиста України, режисера Миколу Мащенка за фільм «Вінчання зі смертю».
- Премія Гільдії кіноакторів України: «Актору України за вагомий внесок в кіномистецтво». Нагороджено народних артистів України: Аду Роговцеву, Костянтина Степанкова, Івана Гаврилюка, Наталію Наум.

## Стожари '97
Другий Міжнародний Київський фестиваль акторів кіно "Стожари" (30 серпня — 7 вересня 1997 року).
"Стожари" 1997 був чудовим міжнародним святом кіно. Другий фестиваль "Стожари" зібрав гостей зі Східної Європи, країн СНД, Балтії та провідних кіноакторів України. Фестиваль отримав підтримку Міністерства культури України, Київської державної адміністрації, спонсорів і меценатів. Генеральний спонсор фестивалю АТ " Оболонь", головний медіа-партнер Національна телекомпанія України НТКУ, Головний інформаційний спонсор телекомпанія "1+1". Центр проведення Фестивалю Київський Будинок кіно НСКУ та кінотеатр " Київська Русь".
Гості та учасники Фестивалю:

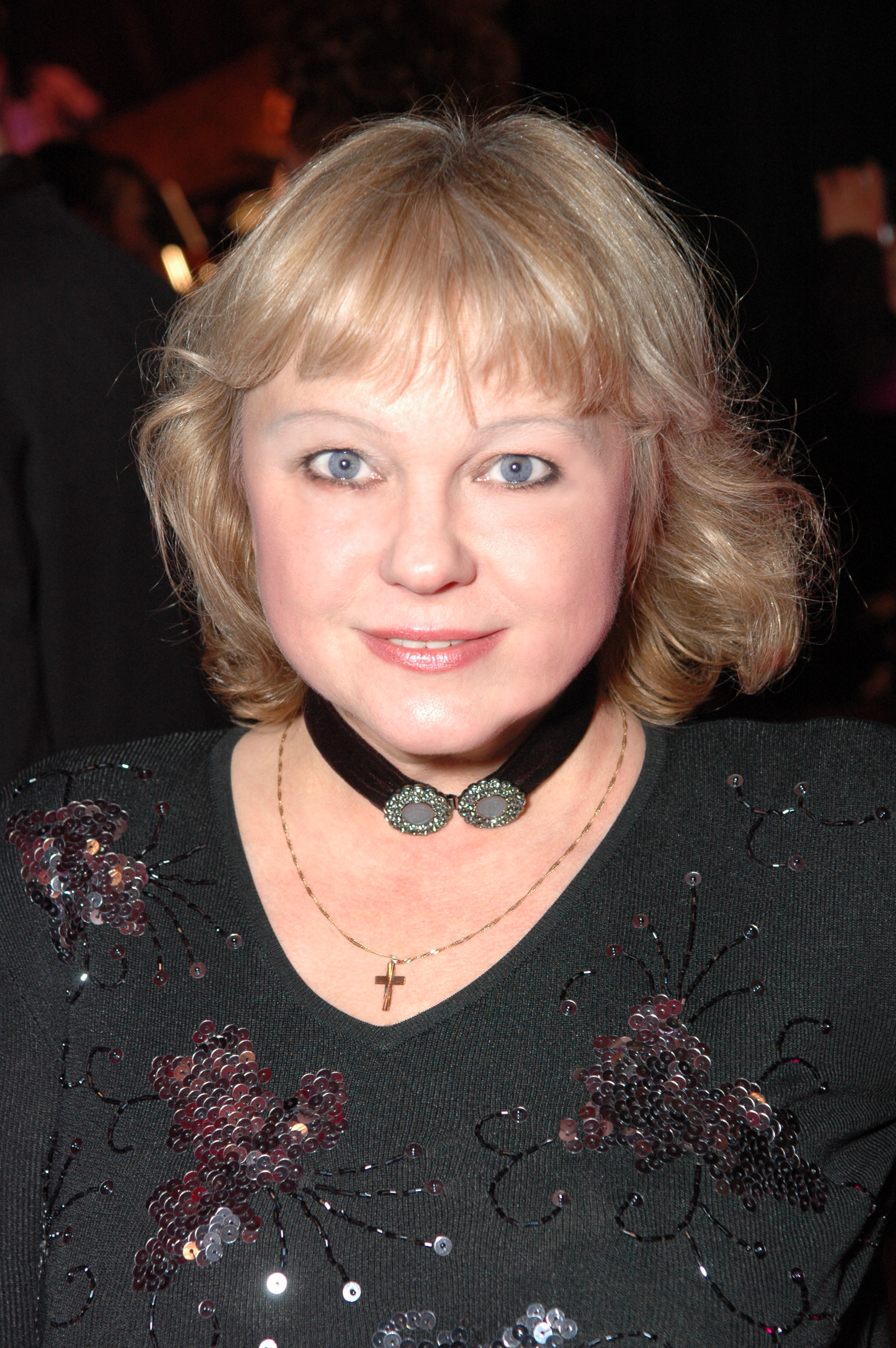
Ніна Ільїна засл. арт. України, Президент, генеральний директор,автор фестивалю акторів кіно "Стожари", Генеральний директор акторської агенції НСКУ "Гільдія кіноакторів"

- Україна, офіційна делегація; народні артисти України — Валерія Заклунна, Лариса Кадочникова, Богдан Ступка, Богдан Бенюк, Костянтин Степанков, Іван Гаврилюк, Георгій Дрозд, Сергій Романюк, Раїса Недашківська, Наталія Сумська, Ольга Сумська, Олексій Богданович, Ніна Шаролапова, Валерій Чигляєв; засл. артист України Сергій Іванов, Наталя Доля, засл. артист РСФСР Віктор Степанов; актори: Марина Могилевська, Вікторія Малекторович, Руслана Писанка, Віталій Борисюк, Галина Сулима, Ілля Ноябрьов, Тетяна Кривицька; режисери: Михайло Бєліков (голова НСКУ), Олександр Муратов, Володимир Балкашинов, В'ячеслав Криштофович, Віллен Новак, Борис Савченко.
- Польща: режисер Єжи Гофман, актори: Даніель Ольбрихський, Барбара Брильська, Єжи Зельник; кінокритики: Януш Газда, Данута Суховерська.
- Латвія: Івар Калниньш.
- Грузія: Баадур Цуладзе.
- Сербія: Йован Маркович (сценарист і режисер); актори: Олена Жигон, Віра Трифонова-Муйович, Іванна Жигон.
- Білорусь: Світлана Суховєй заслужена артистка Республіки Білорусь, голова Гільдії акторів кіно Білорусії, народні артисти Білорусії: Володимир Гостюхін, Світлана Окружна; актор Дмитро Іосіфов, Сергій Катьєр телережисер, сценарист, журналіст Першого національного телеканалу Белтелерадіокомпанії.
- Росія: Народні артисти Росії: Микола Караченцов, Ольга Кабо, Ігор Бочкін, Всеволод Шиловський, Микола Бурляєв, Михайло Свєтін; Актори: Андрій Анкудінов, Олена Тонунц, Марк Рудінштейн — Генеральний продюсер кінофестивалю «Кінотавр».

Журі Фестивалю "Стожари" '97:
- Голова Журі: Валерія Заклунна, народна артистка України.
- Члени Журі: Барбара Брильська (Польща), Олена Жигон (Сербія), Михайло Свєтін (Росія), Володимир Гостюхін нар. арт. Республіки Білорусь, Івар Калниньш (Латвія), Михайло Голубович народний артист України.

Призери Фестивалю "Стожари" '97:
| Номінація                                                                | Ім'я актора         | Назва фільму               | Ім'я режисера         | Країна   |
| ------------------------------------------------------------------------ | ------------------- | -------------------------- | --------------------- | -------- |
| Приз за найкращу чоловічу роль                                           | Ігор Бочкін         | Барханов та його охоронець | Валерій Лонськой      | Росія    |
| Приз за найкращу жіночу роль                                             | Марина Могилевська  | Репортаж                   | Володимир Балкашинов  | Україна  |
| Приз за найкращу чоловічу роль другого плану                             | Всеволод Шиловський | Барханов та його охоронець | Валерій Лонськой      | Росія    |
| Приз за найкращу жіночу роль другого плану                               | Ніна Шаролапова     | Святе сімейство            | Михайло Бєліков       | Україна  |
| Приз за найкращий дебют                                                  | Наталя Доля         | Геть сором!                | Олександр Муратов     | Україна  |
| Приз за найкращу жіночу роль в номінації «Непрофесійний виконавець ролі» | Тетяна Кривицька    | Приятель покійника         | В'ячеслав Криштофович | Україна  |
| Приз за найкращу чоловічу роль в короткометражній стрічці                | Анатолій Котеньов   | Чорний ящик                | Олександр Колбишев    | Білорусь |

- Премія Гільдії кіноакторів України: «Актору України за вагомий внесок в кіномистецтво». Нагороджено народних артистів України: Миколу Оляліна, Леся Сердюка, Раїсу Недашківську, Ларису Кадочникову, Івана Гаврилюка.

Уривки інтерв'ю гостей фестивалю:
Єжи Гофман (Польща): «Тут я відчуваю себе чудово, не тільки як художник, але і просто як людина. Я взагалі вважаю, що фестивалі необхідні; необхідні для того, щоб митці зустрічались, сперечалися, іноді бранилися, а іноді бачили одне одного. Подивились одне одному в очі. Від цього завжди народжується щось нове. І я вражений, дійсно вражений тим що я тут побачив. Та не лише в сенсі гостинності, організації тощо, але й тією атмосферою, яка має місце кожного вечора, тією можливістю подивитись все, що є цікавого та чудового в цьому місці, і тією можливістю подивитись одне одному в очі. І я радий! Відверто радий, що саме тут в Києві є цей фестиваль. Тому що для нас, поляків, важливо що відродження національної духовності без якої неможливе ні економічне зростання, ні державна відбудова України відбувається саме таким чином. І дай Вам Боже! Тому, я всім серцем, всім серцем з Вами!»
Всеволод Шиловський (Росія): «Для мене фестиваль це тільки одне — глядач! І щоб до нього — до глядача виходили найталановитіші представники мистецтва — актори, режисери, художники. Якщо цього немає, я вважаю що фестивалю теж немає.
На цьому фестивалі колосальна кількість глядачів. На Відкритті в мене просто „горло перехватило“, бо ми, учасники, буквально билися, щоб сісти в залі. Це велике свято!»
Віра Трифонова-Муйович (Сербія): «Я вважаю, що цей фестиваль потрібен, я вважаю акторів найнеобхіднішими в кінематографі, стверджую це як актриса. У нас зараз в Сербії відбувається 36ий фестиваль акторів кіно в м. Ніш. На жаль нас мало знімають в країнах Східної Європи та СНД. Тому, фестивалі вкрай необхідні для обміну енергією. І я вважаю, що у нас великий духовний та творчій голод. Після фестивалю я відчуваю себе насиченою.»
Даніель Ольбрихський (Польща): «Це дуже важливо, дуже важливо, тому що хтось думає про нашу професію. Для того, щоб був спектакль або кіно знайдеться людина, оператор, який увімкне камеру, але має бути хочаб один глядач та актор. А якщо глядачів десятки чи мільйони актори завжди будуть талановиті; головне — щоб була робота й любов глядачів.»
Галина Сулима (Україна): «Для мене це дивовижне людське тепло, потрясіння — зустріч з друзями та колегами, з тими, завдяки яким я сама прийшла в кіно. Зустріч з друзями, майстрами — це наповненість! Той шматочок серця, що не було заповнено теплом та любов'ю, зараз я його заповнюю. Це чудове натхнення для творчості до наступного фестивалю.»

## "Стожари" '99
Третій Міжнародний Київський фестиваль акторів кіно "Стожари" (12-20 Жовтня, 1999).
Фестиваль пройшов під гаслом «Зіркам на небі завжди простір». "Стожари" '99 подарували глядачам фільми Еміра Кустуріци, Срджана Драгоєвича, Кіри Муратової, Кшиштофа Занусі та інших відомих майстрів кіно.
Центр проведення фестивалю Київський Будинок кіно НСКУ. Генеральний спонсор " Готель "Воздвиженський", Генеральний медіа-партнер НТКУ, Генеральний медіа-спонсор " Новий канал".
Гості та учасники Фестивалю:
Україна — офіційна делегація — народні артисти України: Богдан Ступка, Іван Гаврилюк, Георгій Дрозд, Сергій Романюк, Маргарита Криницина, Раїса Недашківська, Наталія Сумська; засл. артисти України: Юрій Дубровін, Тарас Постніков, Юрій Муравицький, Юлія Волчкова; актори: Радміла Щоголева, Галина Сулима, Ілля Ноябрьов, ; режисери Роман Балаян, Олег Фіалко, Борис Савченко.
Польща: актори — Даніель Ольбрихський, Дорота Сталінська, Аґнєшка Влодарчик,  кінокритики: Януш Газда, Данута Суховерська.
Латвія: Івар Калниньш — актор.
Естонія: Ева Ківі — актриса.
Грузія: Баадур Цуладзе засл. арт. Грузії, голова Гільдії акторів кіно Грузії, Зураб Бегалішвілі — актор.
Сербія: Аленка Ранчич Президент Гільдії акторів кіно Сербії, Воя Міріч, Драган Бьєлогрлич, Лазар Ристовський, Душан Пекеч, кінорежисер Йован Маркович.
Білорусь: Світлана Суховєй засл. артистка Республіки Білорусь, голова Гільдії акторів кіно Білорусії, Анатолій Котеньов засл. артист Республіки Білорусь, заст. голови Гільдії акторів кіно Білорусії, Світлана Окружна народна артистка Білорусії.
Росія: Народні артисти Росії: Євген Жаріков президент Гільдії акторів кіно Росії, Наталія Гвоздікова,Олег Анофрієв; засл. артисти РФ: Наталія Варлей, Андрій Анкудінов, Галина Бокашевська; Валерія Гущина директор Гільдії акторів кіно Росії, Галина Вагіна — кінопродюсер.
Журі фестивалю "Стожари" '99:
В 1999 журі фестивалю було вперше поділено на акторське журі та журі критиків.
Акторське Журі: Лариса Кадочникова нар. арт. України (голова акторського журі), Іван Гаврилюк нар. арт. України, Дорота Сталінська (Польща), Воя Міріч (Сербія), Ева Ківі (Естонія), Баадур Цуладзе заслужений артист Грузії, Наталія Гвоздікова нар. арт. Росії, Світлана Окружна народна артистка Білорусії
Журі Критиків: Януш Газда - голова журі критиків (Польща), Аленка Ранчич (Сербія), Людмила Лемешева (Україна), Оксана Забужко (Україна), Сергій Тримбач (Україна), Оксана Мусієнко (Україна), Валерія Гущина (Росія)
Призери фестивалю "Стожари" '99:
| Номінація                                    | Ім'я актора        | Назва фільму       | Ім'я режисера     | Країна  |
| -------------------------------------------- | ------------------ | ------------------ | ----------------- | ------- |
| Приз за найкращу чоловічу роль               | Юрій Дубровін      | Околиця            | Петро Луцик       | Україна |
| Приз за найкращу чоловічу роль               | Зураб Бегалішвілі  | Тут Світанок       | Заза Урушадзе     | Грузія  |
| Приз за найкращу жіночу роль                 | Галина Бокашевська | Тоталітарний роман | В'ячеслав Сорокін | Росія   |
| Приз за найкращу чоловічу роль другого плану | Драган Ніколич     | Бочка пороху       | Горан Паскалевич  | Сербія  |
| Приз за найкращу жіночу роль другого плану   | Зорка Манойлович   | Ране               | Срджан Драгоєвич  | Сербія  |
| Приз за найкращий дебют                      | Агнешка Влодарчик  | Сара               | Мацей Шлесіцкі    | Польща  |
| Приз за найкращий дебют                      | Душан Пекеч        | Ране               | Срджан Драгоєвич  | Сербія  |

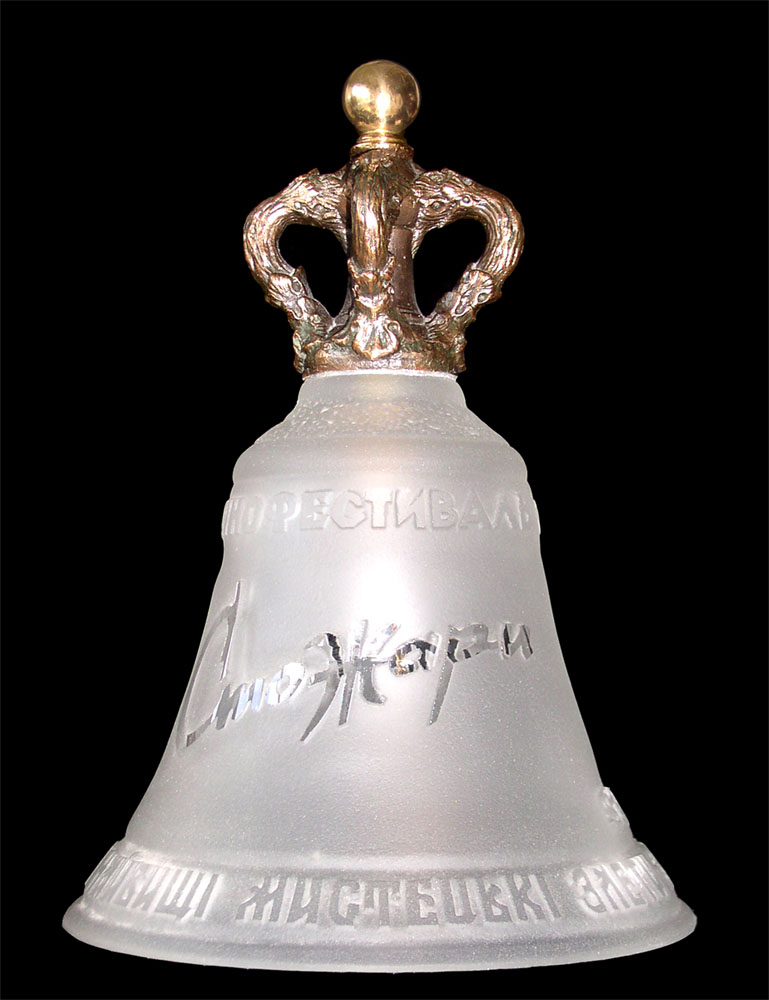
Кришталевий Дзвін, спеціальный приз фестивалю "Стожари" — "За найвищі мистецькі злети", (художники призу Станіслав Кадочников, Тетяна Зайцева, Україна,)

- Вперше започатковано спеціальний приз оргкомітету фестивалю: Кришталевий Дзвін «За найвищі мистецькі злети». Нагороджено видатних майстрів європейського кіно: Богдана Ступку нар.артиста України, Даніеля Ольбрихського (Польща), Бата Живоїновича (Сербія).
- Премія Гільдії кіноакторів України: «Актору України за вагомий внесок в кіномистецтво». Нагороджено народних артистів України: Маргариту Криницину та Георгія Дрозда.

## "Стожари" 2003
4-ий Міжнародний фестиваль акторів кіно "Стожари" (22-28 серпня 2003 року) пройшов під девізом: «Таїна Чоловічого та Жіночого». Вперше до формату фестивалю увійшли філософські дискусії та круглі столи, основна тематика котрих — жіноче й чоловіче в кінематографі. Автор і ведучий круглих столів — Назіп Хамітов (доктор наук, професор, письменник, сценарист, психоаналітик). Теми круглих столів: «Ерос і танатос в кіно», «Еволюція чоловічого та жіночого», «Маскулінізація жінки та фемінізація чоловіка», «Метаморфози кохання в кіно на рубежі тисячоліть: пристрасть, дружба, співтворчість». Фестиваль проходив за підтримки  Міністерства культури і мистецтв України», центр проведення фестивалю — Київський Будинок кіно НСКУ. Генеральний спонсор "Готель "Воздвиженський", Генеральний медіа-партнер НТКУ, Генеральний медіа-спонсор " Новий канал".
Гості та учасники Фестивалю:
Україна - офіційна делегація: народні артисти України - Лариса Кадочникова, Раїса Недашківська,Микола Олялін, Володимир Горянський,Георгій Делієв, засл.арт. України: В'ячеслав Воронін, Інна Капінос, Наталія Доля, Алла Сергійко, Олег Драч, Сергій Сипливий,Олег Савкін; кінорежисери Олесь Санін, Сергій Маслобойщиков; мистецтвознавці і кінокритики: Андрій Курков (Україна), Сергій Тримбач (Україна),Людмила Лємєшева (Україна).
Грузія: Баадур Цуладзе засл. арт. Грузії, голова Гільдії акторів кіно Грузії, Ніко Тавадзе — актор.
США-Грузія: Леван Учанейшвілі актор
Польща: актори: Петро Адамчик, Габріела Ковнацька, Данута Стенка
- мистецтвознавці: Януш Газда, Данута Суховерська.

Сербія: Йован Маркович (сценарист і режисер); актриси: Єлена Голубович, Катарина Радівоєвич.
Білорусь: Світлана Суховій  засл. артистка Республіки Білорусь, голова Гільдії акторів кіно Білорусії; актори: Світлана Зеленковська, Анатолій Кот.
Росія: Станіслав Говорухін - кінорежисер, Олена Драпеко засл. артистка Росії, Кирил Разлогов - директор інституту культурології Росії, Наталія Віко письменник, сценарист, автор конкурсного к/ф «Впасти вгору»,  актори: Андрій Анкудінов, Сергій Глушко, Ольга Філіппова, Валерія Гущина — директор Гільдії акторів кіно Росії.
| Назва фільму                      | Режисер              | Країна   |
| --------------------------------- | -------------------- | -------- |
| Шум вітру                         | Сергій Маслобойщиков | Україна  |
| Мамай                             | Олесь Санін          | Україна  |
| Шопен: Жага кохання               | Єжи Антчак           | Польща   |
| Quo vadis                         | Єжи Кавалерович      | Польща   |
| Гроші — це не все                 | Юліуш Махульський    | Польща   |
| Анастасія Слуцька                 | Юрій Єлхов           | Білорусь |
| Кармен                            | Олександр Хван       | Росія    |
| Впасти вгору                      | Олександр Стриженов  | Росія    |
| Зона Замфірова                    | Здравко Шотра        | Сербія   |
| Ягода з супермаркету              | Душан Міліч          | Сербія   |
| Літо, або 27 вкрадених поцілунків | Нана Джорджадзе      | Грузія   |
| Гвинтовими сходами                | Мераб Тавадзе        | Грузія   |

Журі фестивалю "Стожари" 2003:
В 2003 р. журі було вперше представлено змішаною командою акторів та критиків: Раїса Недашківська народна артистка. України (голова журі), Микола Олялін народний артист України, Баадур Цуладзе заслужений артист Грузії, Януш Газда (Польща), Йован Маркович (Сербія), Кирилл Разлогов (Росія),  Андрій Курков (Україна), Сергій Тримбач (Україна), Людмила Лємєшева (Україна).
Призери фестивалю "Стожари" 2003:
| Номінація                                                                  | Ім'я актора           | Назва фільму                      | Ім'я режисера        | Країна     |
| -------------------------------------------------------------------------- | --------------------- | --------------------------------- | -------------------- | ---------- |
| Приз за найкращу чоловічу роль                                             | Петро Адамчик         | Шопен: Жага кохання               | Єжи Антчак           | Польща     |
| Приз за найкращу жіночу роль                                               | Данута Стенка         | Шопен: Жага кохання               | Єжи Антчак           | Польща     |
| Приз за найкращу жіночу роль                                               | Алла Сергійко         | Шум вітру                         | Сергій Маслобойщиков | Україна    |
| Приз за найкращу чоловічу роль другого плану                               | Леван Учанейшвілі     | Літо, або 27 вкрадених поцілунків | Нана Джорджадзе      | Грузія-США |
| Приз за найкращу жіночу роль другого плану                                 | Марина Яковлєва       | Впасти вгору                      | Олександр Стриженов  | Росія      |
| Приз за найкращий дебют                                                    | Світлана Зеленковська | Анастасія Слуцька                 | Юрій Єлхов           | Білорусь   |
| Приз за найкращий дебют                                                    | Ніко Тавадзе          | Гвинтовими сходами                | Мераб Тавадзе        | Грузія     |
| Приз за найкращу чоловічу роль в номінації «Непрофесійний Виконавець Ролі» | Сергій Глушко         | Анастасія Слуцька                 | Юрій Єлхов           | Росія      |

- Спеціальний диплом журі: «За сучасне втілення класичного жіночого образу». Нагороджена Ольга Філіппова за роль Кармен у фільмі «Кармен» (реж. Олександр Хван).
- Спеціальний диплом журі: «За яскраве розкриття національного образу». Нагороджена Катарина Радівоєвич за головну роль у фільмі «Зона Замфірова» (реж. Здравко Сотра).
- Спеціальна нагорода Оргкомітету фестивалю: «Мати» (скульптор Олег Пінчук) Нагороджено кінорежисера Станіслава Говорухіна організатора авторського Одеського кінофестивалю "Альтернатива" та " Золотий Дюк" в радянський та пострадянський період,
- Спеціальний Приз Оргкомітету фестивалю  глядацьких симпатій  «КРИШТАЛЕВЕ ЯБЛУКО» (авторска работа українських художників Станіслава Кадочникова та Тетяни Зайцевої) Нагораждено Наталію Віко сценариста к/ф «Впасти вгору»,кандидата історичних наук, письменницю за вагомий внесок в творче та інтелектуальне життя фестивалю, участь у філософських дискусіях, проведення авторських творчих програм.

## "Стожари" 2005
П'ятий Міжнародний Фестиваль акторів кіно "Стожари" (25-30 жовтня 2005 року) пройшов під девізом: «Таїна відкритої свідомості». Образом фестивалю стала Райдуга, як символ ідеального світіння аури людини. Вперше в конкурсі взяли участь кінематографісти з Австрії, Італії, Німеччини.
Відкриття фестивалю проходило в Міжнародному центрі культури і мистецтв України (Жовтневий палац).
За підтримки Міністерства культури і туризму України. Головний спонсор " Готель Воздвиженський" Головний медіа-партнер Національна телерадіо компанія України, та Головний медіа-спонсор «5-канал».
Гості та учасники Фестивалю:
Україна - офіційна делегація: народні артисти України - Лариса Кадочникова, Раїса Недашківська,Володимир Горянський,Георгій Делієв, засл.арт. України Інна Капінос, Наталія Доля, Олег Драч, Сергій Сипливий,Олег Савкін; режисери: Роман Балаян, Кіра Муратова, Олесь Янчук, Андрій Дончик, Володимир Балкашинов.
Польща: актори: Ян Махульський, Даніель Ольбрихський, Цезарій Пазура, Міхай Левандовський, Вероніка-Олена Марчук-Пазура,
Австрія: Марко Калантарі - кінорежисер,продюсер, Філіпп Даніель Векк - продюсер
Італія: Верена Буратті - актриса
Німеччина: Крістіан Веверка - актор,
Сербія: Йован Маркович - сценарист і режисер; актриси: Єлена Голубович, Віра Трифонова-Муйович
Грузія: Баадур Цуладзе засл.арт. Грузії,Президент Гільдії акторів кіно Грузії
Білорусь: Світлана Суховій засл.арт. Білорусі, Президент Гільдії кіноакторів Республіки Білорусь;
актори: Світлана Кожем'якіна, Світлана Зеленковська
Росія: актори: Марина Могилевська, Микита Джигурда, Олександр Панкратов-Чорний,Юлія Монахова - кінокритик, Станіслав Говорухін - кінорежисер, актор, продюсер.
В програму фестивалю увійшли додаткові заходи:
- Круглий стіл «Відкрита Свідомість: від інфернального до божественного». Автор і ведучий — Назіп Хамітов (доктор наук, професор, письменник, психоаналітик). Круглий стіл проходив у форматі діалогу з творцями та учасниками фільмів і психоаналізу кінотворів. Ключовим об'єктом дискусії були фільми: «Невситимість» режисера Віктора Градецьки (Польща) та «Айноа» режисера Марко Калантарі (Австрія)
- Зустріч крупним планом — круглий стіл «Політика і кіно». Учасники —Станіслав Говорухін, Даніель Ольбрихський,Ян Махульський, Баадур Цуладзе.
- Майстер класи: Георгій Делієв, Баадур Цуладзе, Микита Джигурда.

"Стожари" 2005: фільми конкурсного показу і панорами:
| Фільми конкурсного показу     |                      |                |
| Назва фільму                  | Режисер              | Країна         |
| ----------------------------- | -------------------- | -------------- |
| Ніч світла                    | Роман Балаян         | Україна        |
| Настроювач                    | Кіра Муратова        | Україна        |
| Залізна сотня                 | Олесь Янчук          | Україна        |
| Вкрадене щастя                | Андрій Дончик        | Україна        |
| Благословіть жінку            | Станіслав Говорухін  | Росія          |
| Тбілісі, Тбілісі              | Леван Закарейшвілі   | Грузія         |
| Оно                           | Малгожата Шумовська  | Польща         |
| Невситимість                  | Віктор Градецьки     | Польща         |
| Мій Нікіфор                   | Кшиштоф Краузе       | Польща         |
| Дунечка                       | Олександр Єфремов    | Білорусь       |
| Айноа                         | Марко Калантарі      | Австрія        |
| Сон в зимову ніч              | Горан Паскалевич     | Сербія         |
| Короткометражні Фільми        |                      |                |
| Пересохла земля               | Тарас Томенко        | Україна        |
| Кофеман                       | Олександр Ітигілов   | Україна        |
| Берег                         | Костянтин Денисюк    | Україна        |
| Рідкий Дощ                    | Георгій Делієв       | Україна        |
| Татарський Триптих            | Олександр Муратов    | Україна        |
| Христина та Денис             | Дмитро Попов         | Україна        |
| Ще Раз про Війну              | Петро Кривостаненко  | Білорусь       |
| Міст                          | Мішко Милоєвич       | Сербія         |
| Панорама                      |                      |                |
| Ні хлібом єдиним              | Станіслав Говорухін  | Росія          |
| Юлія повертається додому      | Аґнешка Голланд      | Канада, Польща |
| Кароль: людина що стала Папою | Джакомо Баттіато     | Польща         |
| Молитва Лейли                 | Сатибалди Наримбетов | Казахстан      |

Журі Фестивалю "Стожари" 2005:
Акторське журі: Марина Могилевська (голова, Україна - Росія), Володимир Горянський (Україна), Олександр Панкратов-Чорний (Росія), Микита Джигурда (Україна- Росія), Віра Трифонова-Муйович (Сербія), Світлана Зеленковська (Білорусь).
Журі критиків: Назіп Хамітов - голова (Україна ),Людмила Лемешева (Україна), Йован Маркович (Сербія), Юлія Монахова (Росія), Світлана Крилова (Україна).
Призери фестивалю "Стожари" 2005:
| Номінація                                                                | Ім'я актора          | Назва фільму       | Ім'я режисера       | Країна   |
| ------------------------------------------------------------------------ | -------------------- | ------------------ | ------------------- | -------- |
| Гран Прі                                                                 | Христина Фельдман    | Мій Нікіфор        | Кшиштоф Краузе      | Польща   |
| Приз за найкращу чоловічу роль                                           | Георгій Делієв       | Настроювач         | Кіра Муратова       | Україна  |
| Приз за найкращу жіночу роль                                             | Світлана Ходченкова  | Благословіть жінку | Станіслав Говорухін | Росія    |
| Приз за найкращу чоловічу роль другого плану                             | Марек Вальжевський   | Оно                | Малгожата Шумовська | Польща   |
| Приз за найкращу жіночу роль другого плану                               | Ірина Купченко       | Світла Ніч         | Роман Балаян        | Росія    |
| Приз за найкращий дебют                                                  | Міхал Левандовський  | Невситимість       | Віктор Градецьки    | Польща   |
| Приз за найкращу жіночу роль в номінації «Непрофесійний виконавець ролі» | Малгожата Бела       | Оно                | Малгожата Шумовська | Польща   |
| Приз за найкращу чоловічу роль в короткометражній стрічці                | Сергій Сипливий      | Пересохла Земля    | Тарас Томенко       | Україна  |
| Приз за найкращу жіночу роль в короткометражній стрічці                  | Світлана Кожем'якіна | Ще Раз про Війну   | Петро Кривостаненко | Білорусь |

Панорама:
Наряду з фільмами-конкурсантами на фестивалі Стожари також демонструються фільми позаконкурсного показу. Фільми, що ввійшли до панорамного показу не є претендентами на нагороди фестивалю, а дипломи присуджуються, базуючись виключно на волевиявленні журі.
Зірки, що Зійдуть Завтра:
«Зірки, що Зійдуть Завтра» є панорамою робіт юних акторів віком до 16 років у дорослому кіно.
Дипломами «Зірки, що зійдуть завтра» в 2005 р. було нагороджено:
| Ім'я актора      | Назва фільму       | Ім'я режисера     | Країна   |
| ---------------- | ------------------ | ----------------- | -------- |
| Марія Возба      | Дунечка            | Олександр Єфремов | Білорусь |
| Ольга Голиця     | Світла Ніч         | Роман Балаян      | Україна  |
| Дарина Тарасюк   | Мрія               | Аксін'я Курина    | Україна  |
| Філіп Сотниченко | Христина та Денис  | Дмитро Попов      | Україна  |
| Ірина Салагаєва  | Татарський Триптих | Олександр Муратов | Україна  |

Спеціальні дипломи журі:

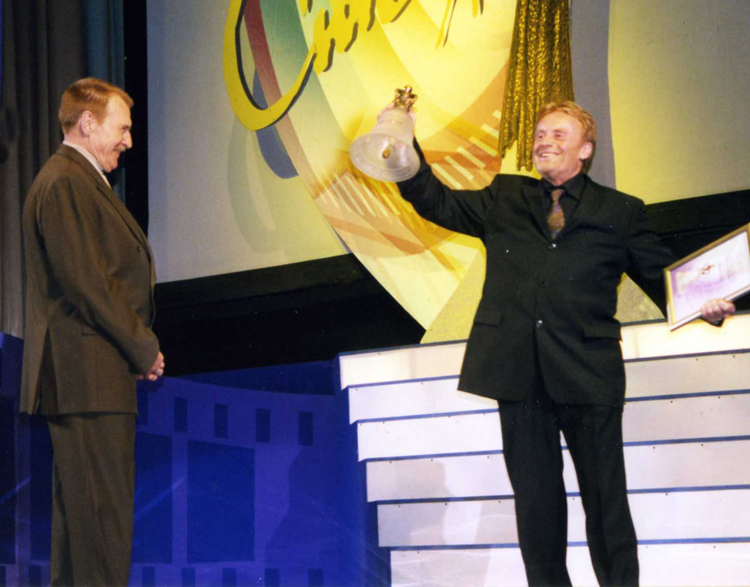
Даніель Ольбрихський презентує Кришталевий Дзвін Миколі Оляліну нар. арт. України

- Спеціальний диплом журі:«За високу майстерність у відображенні глибин підсвідомості людського Я». Нагороджено Лазаря Ристовського (Сербія) за головну роль у фільмі «Сон в Зимову Ніч», реж. Горан Паскалевич.
- Спеціальний Приз фестивалю Кришталевий Дзвін «За найвищі мистецькі злети». Нагороджено народного артиста України Миколу Оляліна.
- приз журі: «За глибинне втілення ідеї любові, що врятує світ.» Нагороджено Верену Буратті (Італія) за фільм «Айноа», реж. Марко Калантарі, (автори призу київські художники Станіслав Кадочников та Тетяна Зайцева)
- Спеціальний диплом журі: «За розкриття інфернальних сторін людської природи.» Нагороджено Цезарія Пазуру (Польща) за фільм «Невситимість», реж. Віктор Гродецьки.
- Спеціальний диплом журі: «За високу майстерність в розкритті духовного світу нашого сучасника.» Нагороджено Баадура Цуладзе (Грузія) за ролі у фільмах «Тбілісі, Тбілісі», реж. Леван Закарейшвілі; «Берег», реж. Костянтин Денесюк; «Молитва Лейли», реж. Сатибалди Наримбетов.